# الیزابتا کانالیس
الیزابتا کانالیس (به ایتالیایی: Elisabetta Canalis) (زاده ۱۲ سپتامبر ۱۹۷۸) مدل و هنرپیشهٔ ایتالیایی است.

## زندگی هنری
او ۲ نقش فرعی در فیلمهای «قلمرو باکره» و "Deuce Bigalow: European Gigolo" داشته‌است. کانالیس از سال ۱۹۹۹ تا ۲۰۰۲ در برنامهٔ تلویزیونی "Striscia la notizia" حضور داشته‌است. او در سال ۲۰۰۷ مجری فستیوال سالیانهٔ موسیقی «فستیوال‌بار» بوده‌است. در سال ۲۰۰۹ او نسخه ایتالیایی برنامهٔ «تی‌آرال» (متعلق به ام تی وی) را اجرا می‌کرد. در سال ۲۰۱۰ کانالیس در فصل سوم سریال «"قدرت نفوذ» (از محصولات شبکه تی ان تی) ظاهر شد.

## زندگی خصوصی
او از سال ۲۰۰۹ تا ۲۰۱۱ با جرج کلونی روابط عاشقانه داشت.